# سيمون بيرك
سيمون بيرك (بالإنجليزية: Simon Burke)‏ هو مؤلف وممثل أسترالي، ولد في 8 أكتوبر 1961.

## أعمال

### أفلام
- (1996) الشخص الذي هرب

## وصلات خارجية
- سيمون بيرك على موقع IMDb (الإنجليزية)
- سيمون بيرك على موقع ميوزك برينز (الإنجليزية)
- سيمون بيرك على موقع قاعدة بيانات الفيلم (الإنجليزية)